# Меховщина (Светлогорский район)
Меховщина (бел. Мехаўшчына) — деревня в Давыдовском сельсовете Светлогорском районе Гомельской области Республики Беларусь.

## География

### Расположение
В 22 км на юго-запад от Светлогорска, 23 км от железнодорожной станции Светлогорск-на-Березине (на линии Жлобин — Калинковичи), 132 км от Гомеля.

### Гидрография
На востоке мелиоративные каналы.

## Транспортная сеть
Автодорога связывает деревню со Светлогорском и Паричами. Планировка состоит из короткой дугообразной улицы, ориентированной с юго-запада на северо-восток, застройка двусторонняя, деревянная, усадебного типа.

## История
Согласно письменным источникам известна с XVIII века как селение в Мозырском повете Минского воеводства Великого княжества Литовского.
Под 1778 год обозначена как селение в Озаричском церковном приходе. После 2-го раздела Речи Посполитой (1793 год) в составе Российской империи. В 1917 году в Озаричской волости Мозырского уезда Минской губернии.
В 1919 году открыта школа, которая размещалась в наёмном крестьянском доме. В 1929 году организован колхоз. Во время Великой Отечественной войны в январе 1943 года оккупанты сожгли 87 дворов и убили 51 жителя.
До 16 декабря 2009 года в составе Полесского сельсовета.

## Население

### Численность
- 2004 год — 15 хозяйств, 18 жителей

### Динамика
- 1795 год — 23 двора
- 1917 год — 64 двора, 423 жителя
- 1925 год — 86 хозяйств
- 1940 год — 90 дворов
- 1959 год — 239 жителей (согласно переписи)
- 2004 год — 15 хозяйств, 18 жителей